# Beneixida
Beneixida település Spanyolországban, Valencia tartományban. Beneixida Alcàntera de Xúquer, Gavarda, Castelló de la Ribera, Xàtiva és La Llosa de Ranes községekkel határos. Lakosainak száma 649 fő (2024).

## Népesség
A település lakosságának változását az alábbi diagram mutatja:
| Lakosok száma | 602  | 609  | 670  | 703  | 705  | 686  | 648  | 651  | 652  | 649  |
|               | 2001 | 2004 | 2007 | 2009 | 2012 | 2014 | 2017 | 2019 | 2022 | 2024 |